# Ministrant
Ministrant (eller korgosse) är en kyrkotjänare, lekman, som biträder prästen vid en liturgisk gudstjänst. Ministranten är oftast liturgiskt klädd. Bland ministranternas skyddspatroner återfinns Tarsicius, Nikolaus, Domenico Savio, Stanislaus Kostka, Aloysius Gonzaga och Jan Berchmans.